# Knightomiroides nigrovirgatus
Knightomiroides nigrovirgatus är en insektsart som först beskrevs av Knight 1930.  Knightomiroides nigrovirgatus ingår i släktet Knightomiroides och familjen ängsskinnbaggar. Inga underarter finns listade i Catalogue of Life.